# Pietro Balzar
Pietro Balzar (Roma, 4 dicembre 1814 – ...) è stato un baritono italiano.
Nacque da Giovanni Balzar e Teresa Feoli. Pur se desideroso di intraprendere la carriera di incisore, in seguito abbandonò le sue idee iniziali per dedicarsi alla musica. Studiò sotto la guida di Domenico Sgatelli ed esordì nel 1836 nella città capitolina. Per diverse stagioni strinse un sodalizio professionale con l'impresario Bartolomeo Merelli. Sposò la cantante lirica Angiola Grandolfi. Morì all'apice della sua carriera.